# Chiesa di San Valentino (Novella, Italia)
La chiesa di San Valentino è la parrocchiale a Cagnò, frazione di Novella, in Trentino. Fa parte della zona pastorale delle Valli del Noce e risale al XV secolo.

## Storia

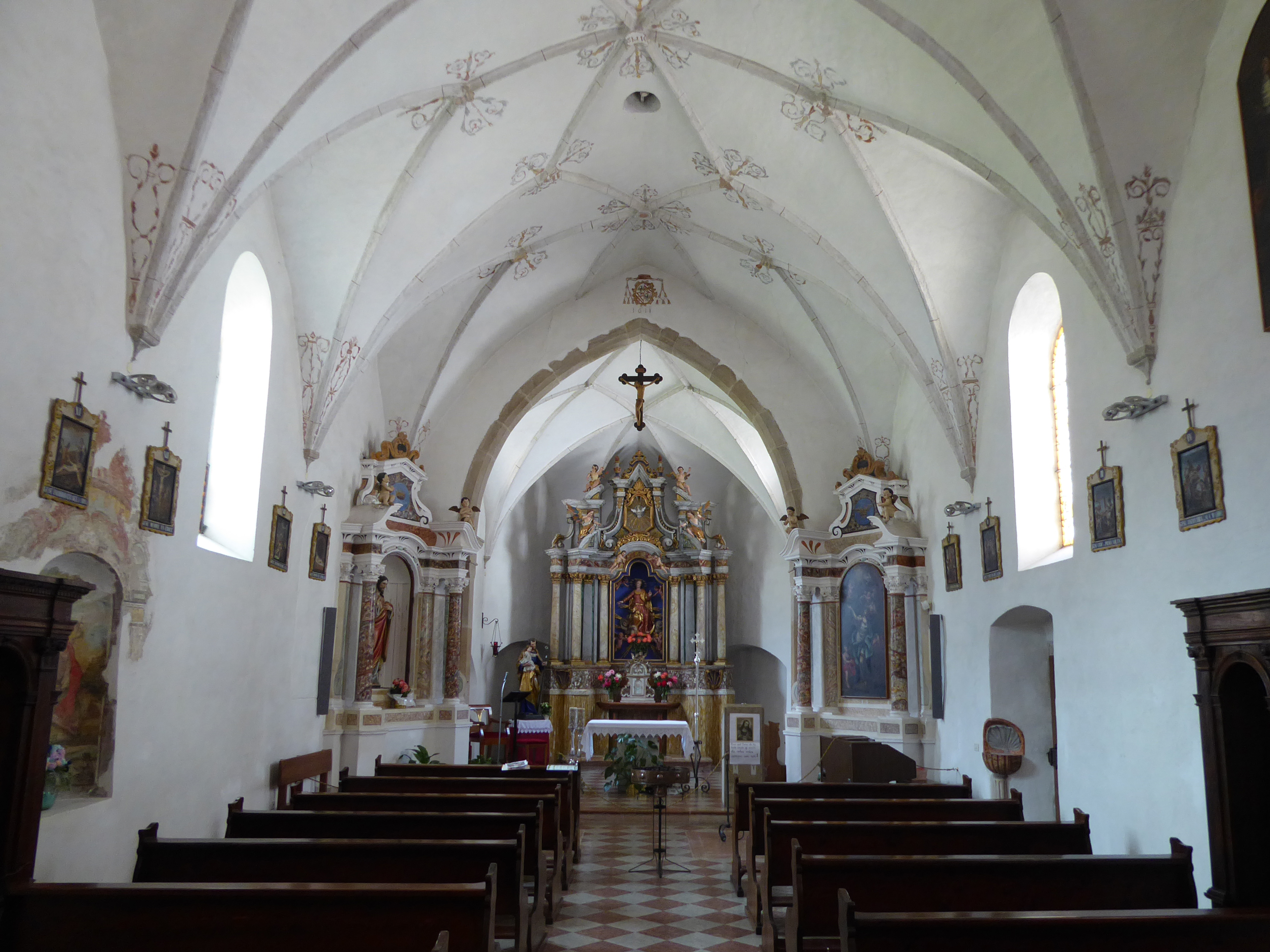
Interno

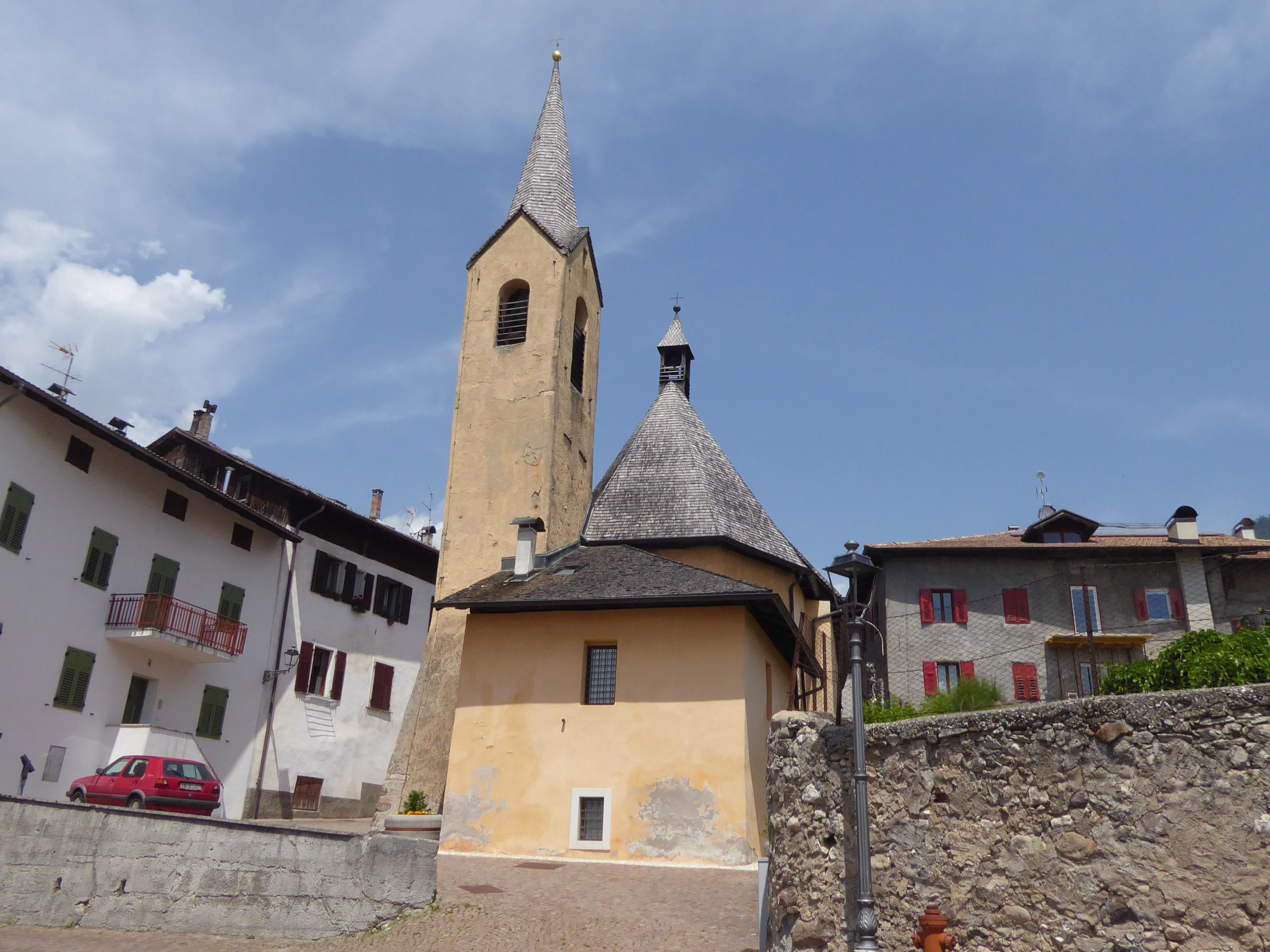
Retro della chiesa e campanile

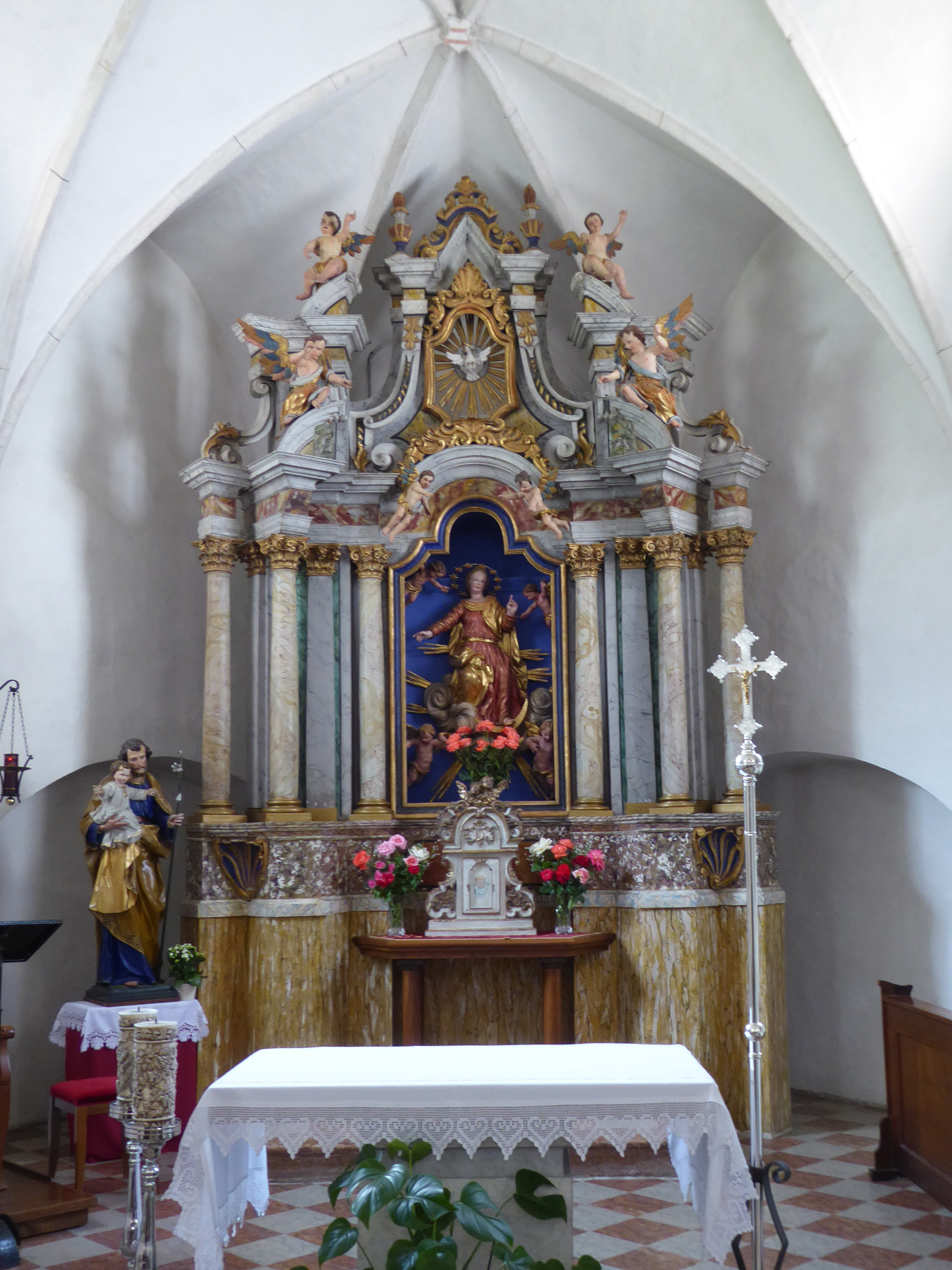
Altare maggiore

Le prime due citazioni relative alla chiesa di Cagnò sono del 1409 ed entrambe fanno riferimento ad Armanino da Merano, ecclesiastico altoatesino. Questo fatto potrebbe far pensare a una primitiva dedicazione del luogo di culto non a san Valentino da Terni, festeggiato il 14 febbraio, come tradizionalmente da tempo si ritiene, bensì a san Valentino abate e vescovo delle Rezie, sepolto presso Merano nella cappella di castel San Zeno.
Un'altra citazione del luogo di culto risale al 1537 e si trova negli atti relativi a una visita pastorale nel territorio del cardinale e principe vescovo di Trento Bernardo Clesio. Ancora nel 1579 nei documenti relativi a un'altra visita pastorale furono descritti gli interni della chiesa. Vennero elencate alcune suppellettili come  due messali, una croce di rame dorata, due calici, due ampolle di stagno e una pala dell'altare maggiore dedicata a san Valentino che necessitava di restauro oltre ad alcune statue lignee mal conservate. Attorno alla fine del XVI secolo probabilmente la chiesa aveva dignità primissariale.
La solenne consacrazione fu celebrata nel 1616.
Verso la fine del XVIII secolo alla chiesa vennero donate reliquie dai due vescovi Francesco Passari e Francesco Saverio Cristiani. Inoltre venne rifatta la copertura del tetto.
Nel 1801 ottenne dignità curiaziale, grazie alle donazioni della famiglia Cavagna e pochi anni dopo ebbe la concessione del fonte battesimale e in seguito la chiesa venne dotata di fonte battesimale.
Verso la fine del secolo l'edificio venne ampliato e la navata venne prolungata dando all'insieme una forma particolare. La facciata venne riedificata ma venne recuperato il portale originale. La pavimentazione fu rinnovata e venne eretta la cantoria.
Attorno alla metà del XX secolo vennero rinnovate le vetrate e furono restaurati i locali e le coperture della sacrestia. Ottenne dignità parrocchiale nel 1967.
Negli anni ottanta e poi ancora sino al 2004 sono stati realizzati alcuni interventi come la revisione delle coperture del tetto, il risanamento delle parti murarie soggette a infiltrazioni di umidità, una ritinteggiatura generale e l'adeguamento liturgico del presbiterio.

## Descrizione
La chiesa è un esempio di gotico minore, costruita nella parte più bassa della piazza dell'abitato, tra altri edifici. La facciata a capanna con due spioventi oltre allo storico portale originale in pietra  è caratterizzata da un grande rosone. La torre campanaria ha base quadrangolare con struttura a contrafforte e con un ingresso dedicato. La navata all'interno è unica. Nella parete laterale sinistra sono presenti lacerti di affreschi.
L'immagine settecentesca di San Valentino che viene conservata in sagrestia è di autore ignoto. La tela dell'Assunzione di Maria, gli Apostoli e San Valentino che si trova sull'altare laterale sinistro potrebbe essere opera di Giovanni Battista Lampi ma tale attribuzione è incerta.